# Droga wojewódzka nr 675
Droga wojewódzka nr 675 (DW675) – droga wojewódzka w Białymstoku, w województwie podlaskim. Droga stanowi przejazd przez miasto i stanowi alternatywną trasę dla dróg krajowych nr 19 i 65.